# Folkeafstemningen om ændringer i Italiens grundlov 2016
Folkeafstemningen om ændringer i Italiens grundlov 2016 blev afholdt 4. december 2016. Forslaget blev nedstemt med 59,1 % af de afgivne stemmer. Valgdeltagelsen var 65,5 %. Da afstemningsresultatet var klart, meddelte premierminister Matteo Renzi at han ville gå af.
Afstemningen gjaldt blandt andet forslag om at ændre ligeværdigheden mellem parlamentets to kamre, Deputeretkammeret og Senatet. Den Gældende grundlov krævede at lovforslag vedtages i begge kamre, noget som medfører at det kan tage lang tid før en lov vedtages. Etter forslaget skulle regeringen kun være afhængig af Deputeretkammeret tillid, ikke som tidligere af begge kamre.
Endvidere blev det blandt andet foreslået at reducere antal parlamentssæder og udgifterne til institutionerne, og at afskaffe grundlovsorganet CNEL (Consiglio nazionale dell'economia e del lavoro), et nationalt ekspertråd for erhvervs- og arbejdsliv.
Forslaget indebar at reducere Senatets magt og gøre det til et i hovedsagen rådgivende organ. Senatet blev foreslået reduceret fra 315 til 95 indirekte valgte senatorer (74 valgt af repræsentanter for de 20 regioner, 21 valgt blandt landets borgmestre), samt 5 præsidentudnævnte senatorer.
Efter forslaget skulle magtforholdet mellem centralregeringen og regionerne ændres. Opgaver som tidligere blev overført til regionerne, skulle tilbageføres til centralregeringen således at ordningen med delt kompetence på bestemte områder ophørte. Provinserne blev foreslået afskaffede.

## Forslagets italienske tekst
| Citat | Approvate voi il testo della legge costituzionale concernente "Disposizioni per il superamento del bicameralismo paritario, la riduzione del numero dei parlamentari, il contenimento dei costi di funzionamento delle istituzioni, la soppressione del CNEL e la revisione del titolo V della parte II della Costituzione" approvato dal Parlamento e pubblicato nella Gazzetta Ufficiale n. 88 del 15 aprile 2016? | Citat |
| [ 7 ] | |       |

## Resultater i regionerne
| Region                | Stemmeberettigede | Valgdeltagelse | Stemmer   | Stemmer   | Stemmeandel | Stemmeandel |
| Region                | Stemmeberettigede | Valgdeltagelse | Ja        | Nej       | Ja          | Nej         |
| --------------------- | ----------------- | -------------- | --------- | --------- | ----------- | ----------- |
| Abruzzo               | 1.052.049         | 68,7 %         | 255.022   | 461.167   | 35,6 %      | 64,4 %      |
| Valle d'Aosta         | 99.735            | 71,9 %         | 30.568    | 40.116    | 43,2 %      | 56,8 %      |
| Apulien               | 3.280.745         | 61,7 %         | 659.354   | 1.348.573 | 32,8 %      | 67,2 %      |
| Basilicata            | 467.000           | 62,9 %         | 98.924    | 191.081   | 34,1 %      | 65,9 %      |
| Calabrien             | 1.553.741         | 54,4 %         | 276.384   | 561.557   | 33,0 %      | 67,0 %      |
| Campania              | 4.566.905         | 58,9 %         | 839.692   | 1.827.768 | 31,5 %      | 68,5 %      |
| Emilia-Romagna        | 3.326.910         | 75,9 %         | 1.262.484 | 1.242.992 | 50,4 %      | 49,6 %      |
| Friuli-Venezia Giulia | 952.493           | 72,5 %         | 267.379   | 417.732   | 39,0 %      | 61,0 %      |
| Lazio                 | 4.402.145         | 69,2 %         | 1.108.768 | 1.914.397 | 36,7 %      | 63,3 %      |
| Liguria               | 1.241.618         | 69,7 %         | 342.671   | 515.777   | 39,9 %      | 60,1 %      |
| Lombardiet            | 7.480.375         | 74,2 %         | 2.453.095 | 3.058.051 | 44,5 %      | 55,5 %      |
| Marche                | 1.189.180         | 72,8 %         | 385.877   | 472.656   | 45,0 %      | 55,0 %      |
| Molise                | 256.600           | 63,9 %         | 63.695    | 98.728    | 39,2 %      | 60,8 %      |
| Piemonte              | 3.396.378         | 72,0 %         | 1.055.043 | 1.368.507 | 43,5 %      | 56,5 %      |
| Sardinien             | 1.375.845         | 62,5 %         | 237.280   | 616.791   | 27,8 %      | 72,2 %      |
| Sicilien              | 4.031.871         | 56,7 %         | 642.980   | 1.619.828 | 28,4 %      | 71,6 %      |
| Trentino-Alto Adige   | 792.503           | 72,2 %         | 305.473   | 261.473   | 53,9 %      | 46,1 %      |
| Toscana               | 2.854.162         | 74,4 %         | 1.105.769 | 1.000.008 | 52,5 %      | 47,5 %      |
| Umbria                | 675.610           | 73,5 %         | 240.346   | 251.908   | 48,8 %      | 51,2 %      |
| Veneto                | 3.725.399         | 76,7 %         | 1.078.883 | 1.756.144 | 38,1 %      | 61,9 %      |